# إيتشيرو أوكوتشي
 إيتشيرو أوكوتشي ( (大河内 一楼 Ōkouchi Ichirō ، من مواليد 28 آذار / مارس 1968) كاتب سيناريو وروائي ياباني. تخرّج من جامعة واسيدا، في كلية العلوم الإنسانية.
أوكوتشي معروف بتعاونهِ مع مدير شبعا غورو تانيغوتشي في تأليف قصة وسيناريو سنرايز، الإنتاج الأصلي، كذلك كود غياس في عام 2006 و2008.

## الأعمال

### أنمي
- Turn A Gundam ; 1999
- Angelic Layer ; 2001
- Overman King Gainer ; 2002
- Azumanga Daioh ; 2002
- RahXephon ; 2002
- Wolf's Rain ; 2003
- Stellvia ; 2003
- Planetes ; 2003
- Mahou Sensei Negima! ; 2005
- Eureka Seven ; 2005
- Brave Story ; 2006
- Code Geass: Lelouch of the Rebellion ; 2006–07
- Code Geass: Lelouch of the Rebellion R2 ; 2008
- Shigofumi: Letters from the Departed ; 2008
- Magic Tree House ; 2011
- Guilty Crown ; 2011
- Berserk: Golden Age Arc I-III ; 2012–13
- Fuse Teppō Musume no Torimonochō ; 2012
- Mobile Suit Gundam: The 08th MS Team: Battle in Three Dimensions , 2013
- Valvrave the Liberator y; 2013
- Space Dandy ; 2014
- Kabaneri of the Iron Fortress ; 2016
- Princess Principal ; 2017
- Devilman Crybaby ; 2018
- Hakumei and Mikochi ; 2018
- Lupin the Third Part 5 ; 2018

### الروايات
- Revolutionary Girl Utena 1: Ao no Sōjo (1998)
- Revolutionary Girl Utena 2: Midori no Omoi (1998)
- Martian Successor Nadesico: Ruri no Kōkai Nisshi (1998)
- Martian Successor Nadesico: Channeru Ha Ruriruri De (1998)
- Martian Successor Nadesico: Ruri A Kara B he no Monogatari (1999)
- Mobile Suit Gundam: The 08th MS Team (1999)
- Akihabara Dennō Gumi: Tsubame Hatsu Taiken!? Kurabu Katsudō Sentō Chū (1999)
- Starbows (2001)
- Chicchana Yukitsukai Sugar (2002)

المصادر:

## وصلات خارجية
- إيتشيرو أوكوتشي على موقع IMDb (الإنجليزية)
- إيتشيرو أوكوتشي على موقع روتن توميتوز (الإنجليزية)
- إيتشيرو أوكوتشي على موقع ألو سيني (الفرنسية)
- إيتشيرو أوكوتشي على موقع ميوزك برينز (الإنجليزية)
- إيتشيرو أوكوتشي على موقع قاعدة بيانات الفيلم (الإنجليزية)
- إيتشيرو أوكوتشي على موقع ANN person (الإنجليزية)